# 長藤村
長藤村（おさふじむら）は長野県上伊那郡にあった村。現在の伊那市高遠町長藤にあたる。

## 地理
- 山：不動峰、鉢伏山
- 河川：藤沢川
- 板山露頭：中央構造線の露出

## 歴史
- 1875年（明治8年）1月23日 - 筑摩県伊那郡的場村・弥勒村・野笹村・板山村・中村・中条村・黒沢村・四日市場村・栗田村が合併して長藤村となる。
- 1876年（明治9年）8月21日 - 長野県の所属となる。
- 1879年（明治12年）1月4日 - 郡区町村編制法の施行により上伊那郡の所属となる。
- 1889年（明治22年）4月1日 - 町村制の施行により、長藤村が単独で自治体を形成。
- 1956年（昭和31年）9月30日 - 高遠町・三義村と合併し、改めて高遠町が発足。同日長藤村廃止。
- 2006年（平成18年）3月31日 - 高遠町が伊那市・長谷村と合併し、改めて伊那市が発足。